# Мансон (Вашингтон)
Мансон (енгл. Manson) насељено је место без административног статуса у америчкој савезној држави Вашингтон.

## Демографија
По попису из 2010. године број становника је 1.468.
| Група             | 2000.    | 2010.       |
| Белци             | 0 (0,0%) | 917 (62,5%) |
| Афроамериканци    | 0 (0,0%) | 2 (0,1%)    |
| Азијати           | 0 (0,0%) | 12 (0,8%)   |
| Хиспаноамериканци | 0 (0,0%) | 514 (35,0%) |
| Укупно            | 0        | 1.468       |